# Dendrobium ochreatum
Dendrobium ochreatum Lindl., 1828 è una pianta della famiglia delle Orchidacee.

## Descrizione
È una pianta di taglia medio-piccola, che può essere epifita, litofita o anche terricola, con fusti corti, curvi e ricadenti, striati di rosso e con nodi ispessiti, portanti fino a 15 foglie decidue sottili, ovato-lanceolate. Fiorisce durante tutto l'anno, con infiorescenze molto brevi, aggettanti da ogni nodo del fusto, recanti da uno a tre fiori profumati, grandi da 5 a 8 centimetri, longevi e caratterizzati dal labello pubescente.

## Distribuzione e habitat
La specie è diffusa in Nepal, India orientale (Assam) Bangladesh, Myanmar, Thailandia e Laos.
L'habitat è costituito da foreste miste di latifoglie e conifere, ad altitudini tra 1200 e 1600 metri.

## Coltivazione
Queste piante hanno bisogno di una posizione molto luminosa e di un buon riposo invernale con ridotte inaffiature e nessuna concimazione per uno o due mesi, che dovranno essere invece abbondanti nel periodo vegetativo..